# Tempio a valle
Il tempio a valle o tempio basso, o tempio di accoglienza, parte integrante del complesso funerario piramidale, era un edificio situato nella valle del Nilo con la precipua funzione di preparazione del sovrano defunto al viaggio verso l'aldilà.

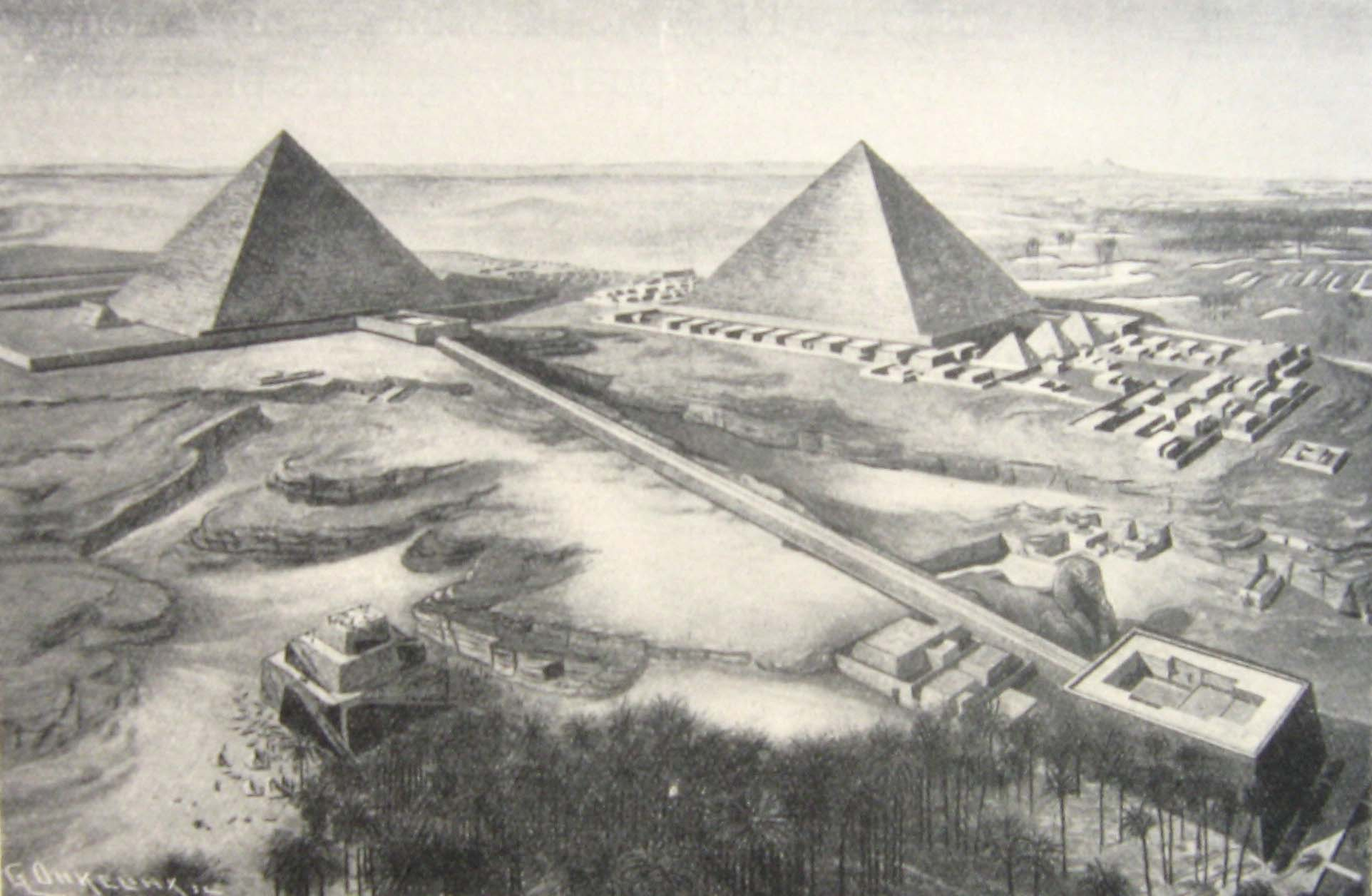
Ricostruzione del complesso funerario piramidale di Chefren con, in basso a destra, il tempio a valle

Per rendere più semplice l'accesso, veniva spesso scavato un canale artificiale che collegava il Nilo al tempio e sulla cui banchina approdavano il corteo funebre o le barche sacre per celebrare il culto del sovrano.
Due coppie di Sfingi erano poste come protezione divina all'entrata del tempio, unitamente ad un obelisco indicante l'unione della terra con il cielo.
Il tempio poteva avere pianta quadrata, un'anticamera che portava alla sala ipostila, corridoi e varie sale con decorazioni in rilievo, rappresentanti generalmente il sovrano dominatore del Caos, e statue regali. 
Nel tempio a valle avvenivano i riti funebri dell'imbalsamazione, con la cerimonia di apertura della bocca, ed esso simboleggiava il distacco del sovrano defunto dalla vita terrena; tramite l'ascensione lungo una rampa processionale che collegava i due edifici, egli raggiungeva la dimora ultraterrena, il tempio funerario dedicato al suo culto.